# Birsfelden
Birsfelden é uma comuna da Suíça, situada no distrito de Arlesheim, no cantão de Basileia-Campo. Tem 2,52 km² de área e sua população em 2018 foi estimada em 10.299 habitantes.